# Dežno pri Podlehniku
Dežno pri Podlehniku – wieś w Słowenii, w gminie Podlehnik. W 2018 roku liczyła 94 mieszkańców.